# Juan de Andrés
Juan de Andrés (Arévalo, Cerro Largo, 29 de marzo de 1941) es un artista uruguayo. Residió en España de 1977 a 2011. En 1981 obtuvo la nacionalidad española. En 2011 regresó a su país natal y se estableció en Montevideo. Ha realizado numerosas exposiciones de su obra, así como esculturas y murales para espacios públicos en España y Uruguay.

## Biografía
Comenzó sus estudios de pintura en 1950 con Carlos Llanos y en 1959 comenzó a estudiar técnicas de mural al fresco con Daymán Antúnez, ambos del Taller Torres García de Montevideo. En 1964 comenzó a dictar clases de dibujo.
A causa de la dictadura cívico-militar en Uruguay (1973-1985), en 1977 se trasladó a España, primero a la localidad de Zamora, donde al poco tiempo expuso en la Sala de la Caja de Ahorros Provincial, realizó un gran mural al óleo en un centro escolar y otras obras en espacios públicos. En 1980 fijó su residencia en Barcelona, donde entabló amistad con los artistas Albert Ràfols Casamada, Josep Guinovart y Joan Hernández Pijuan.
En 1981 obtuvo la ciudadanía española y comenzó a dictar cursos de Artes Plásticas para docentes. Dos años después asumió la dirección del Taller Municipal de Artes Plásticas de San Baudilio de Llobregat. En 1998 fundó con sus alumnos el "Grupo de Arte Constructivo Rasen", que realizó varias exposiciones.
En 2022 obtuvo el Premio Figari del Banco Central del Uruguay en reconocimiento a su destacada trayectoria.

## Obra
En la década de 1990 comienza a trabajar con bastidores irregulares entelados. A pesar de no haber estado vinculado al Movimiento Madí, su formación constructivista, combinada con exacta abstracción geométrica y el manejo controlado de planos de formas irregulares hicieron que su obra fuera seleccionada para integrar una gran exposición de Arte Madí en el Museo de Arte Reina Sofía en 1997, junto a artistas integrantes del movimiento como Carmelo Arden Quin, Gyula Kosice y Tomás Maldonado. La exposición incluyó también artistas que, si bien no tuvieron vinculación formal al movimiento, comparten vínculos formales y estéticos, como María Freire y Martín Blaszko, entre otros. Sus pinturas se mantienen en el rigor del concretismo incorporando suaves contrastes cromáticos en una clásica geometría sensible.

## Principales exposiciones
- Museo de Bellas Artes Agustín Araujo, Treinta y Tres, Uruguay (1961).
- Galería Assur, Punta del Este, Maldonado, Uruguay (1965).
- Galería Krass, Rosario, Argentina (1976).
- Galería Acali, Montevideo, Uruguay (1976).
- Sala de Exposiciones de la Caja de Ahorros Provincial de Zamora, España (1978).
- Galería Ávila, Madrid, España (1980).
- Sala de Exposiciones de la Caja de Ahorros Provincial de Zamora, España (1980).
- Museo de la Ciudad, Hospitalet, Barcelona, España (1985).
- Galería Seiquer, Madrid, España (1985).
- Galería Boisserée, Colonia, Alemania (1994).
- Centro Cultural Tecla Sala, Hospitalet, Barcelona, España (1996).
- Obra recent, Sala d’Art Massallera, San Baudilio de Llobregat, Barcelona, España (1996).
- Centro Cultural Fundación Caixa Terrassa, Tarrasa, Barcelona, España (2000).
- Galería Barcelona, Barcelona, España (2000).
- Fundación Josep Niebla, Casavells, Gerona, España (2003).
- Invencions i ficcions a l’espai, Fundació Guinovart, Agramunt, Lérida, España (2003).
- Arquitecturas de la incertidumbre, Galería Barcelona, Barcelona, España (2003).
- Galería Cardelli & Fontana, Arte Contemporáneo, Sarzana, Italia (2005).
- Museo Municipal de Bellas Artes. Treinta y Tres, Uruguay (2005).
- Juan de Andrés: Arquitecturas de la memoria, Centro Cultural de España en Montevideo, Uruguay (2007).
- Juan de Andrés: Arquitecturas de la memoria, Galería Barcelona, Barcelona, España (2007).
- Fundación Josep Niebla, Casavells, Gerona, España (2008)
- Galería de las Misiones, José Ignacio, Punta del Este, Maldonado, Uruguay (2009).
- Galería de las Misiones, Montevideo, Uruguay (2009).
- Juan de Andrés: obra 1982-2013 Museo Nacional de Artes Visuales (MNAV), Montevideo, Uruguay (2013).
- Principio de horizonte, Museo Gurvich, Montevideo, Uruguay (2019)

### Obras en espacios públicos
- Antiguo y Nuevo Testamento. Bajorrelieve en hormigón de 14 metros de largo. Atrio de la Iglesia San José Obrero. Treinta y Tres, Uruguay, 1976.
- Bajorrelieve en granito y cerámica de 7,5 x 12 m. Banco de Previsión Social. Melo, Uruguay, 1977.
- Escultura en acero pintado de 12 metros de altura. Plaza Pallars Sobirá, San Baudilio de Llobregat. Barcelona, España, 1994.
- Escultura en acero corten de 4 metros de altura. Jardines Cap Roig (Fundació Caixa Girona) Calella de Palafrugell, Gerona, Cataluña, España, 2009.

### Obras en museos y colecciones
- Colección Bombardieri, Bérgamo, Italia.
- Colección Caja de Ahorros de Zamora, Zamora, España.
- Colección Ernesto Ventós Omenes, Barcelona, España.
- Colección Fundación Caixa Terrassa, Tarrasa, Barcelona, España.
- Colección Fundación EINA, Barcelona, España.
- Fons Municipal d’Art Contemporani, Ayuntamiento de San Baudilio de Llobregat, España.
- Fundació Vila Casas, Barcelona, España.
- Museo de Arte Contemporáneo de Managua, Nicaragua.
- Museo del Constructivismo Español, Marbella, Málaga, España.
- Museo Municipal de Bellas Artes Agustín Araujo, Treinta y Tres, Uruguay.
- Museo Municipal de Hospitalet, Barcelona, España.
- Museo Postal y Telegráfico, Madrid, España.
- Fundación Pablo Atchugarry, Maldonado, Uruguay.